# Ludowe Siły 25 kwietnia

Logo organizacji

Ludowe Siły 25 Kwietnia (port. Forças Populares 25 de abril, FP 25) – portugalska organizacja terrorystyczna.

## Nazwa
Data 25 kwietnia znajdująca się w nazwie organizacji upamiętniała dzień wybuchu rewolucji goździków.

## Historia

Flaga organizacji

Organizacja powstała w 1980 roku. We wrześniu 1981 roku FP-25 zorganizowały międzynarodową konferencję skrajnej lewicy w Porto z udziałem przedstawicieli Akcji Bezpośredniej, GRAPO i Prima Linea. W ciągu czterech lat Siły Ludowe przeprowadziły szereg zamachów, w których zginęło 12 osób. W czerwcu 1984 roku policja aresztowała 45 podejrzanych o terroryzm (głównie członków maoistowskiej Demokratycznej Unii Ludowej i Ruchu Jedności Ludowej, uchodzącego za przykrywkę FP-25), wśród nich Otelo Saraiva de Carvalho, kilkakrotnego kandydata w wyborach prezydenckich z ramienia ultralewicy. Ich proces rozpoczął się w lipcu 1985 roku, FP-25 dokonywały jednak zamachów jeszcze w latach 1986–1987. Działalność organizacji ustała całkowicie na początku lat 90.

## Wsparcie zagraniczne
Otrzymywały pomoc od rządu Libii.

## Ideologia
Głosiły poglądy skrajnie lewicowe.